# Blahodatne (oblast de Volhynie)
Pour les articles homonymes, voir Blahodatne.
Blahodatne (ukrainien : Благодатне) est une commune urbaine de l'oblast de Volhynie, en Ukraine. Elle compte 4 657 habitants en 2021.